# Частная жизнь Елизаветы и Эссекса
«Частная жизнь Елизаветы и Эссекса» (англ. The Private Lives of Elizabeth and Essex) — костюмированная мелодрама 1939 года о любви королевы Англии Елизаветы I и её фаворита Роберта Деверё, 2-го графа Эссекса.

## Сюжет
Англия, 1596 год. Полководец и фаворит королевы граф Эссекс (Флинн) после ряда военных побед над Испанией возвращается ко двору. Ожидается, что его роман с Елизаветой (Дейвис) в ближайшее время завершится браком. Но та встречает его неожиданно холодно, обвиняет в чрезмерных тратах и неспособности перехватить испанский флот, возвращавшийся с грузом золота из заокеанских колоний. В завершение тирады она лишает его ряда привилегий и отвешивает тяжёлую пощёчину. Эссекс удаляется в родовой замок в изгнание. В разлуке оба терзаются от любви и страсти.
Удачным поводом для возвращения фаворита становится восстание в Ирландии 1599 года. Королева и Эссекс вновь близки. Во главе 20-тысячного войска Деверё отправляется на подавление мятежа, но безнадёжно вязнет в мелких стычках с мобильными отрядами повстанцев под предводительством графа Тайрона. Войско англичан окружено в болотах. Но дальновидный лидер ирландцев позволяет англичанам уйти. При личной встрече на переговорах он восхищается военными дарованиями графа Эссекса и возмущается коварством королевы, бросившей того без помощи и продовольствия (в действительности отсутствие поддержки армии организовано придворными интриганами благодаря манипуляциям с перепиской Деверё). Взбешённый граф поворачивает своё войско на Лондон, народ Англии поддерживает его поход. Эссекс практически захватывает город и дворец, но встретившись с королевой, во власти её магнетического влияния, меняет свои планы. Елизавета и Роберт клянутся друг другу в любви. Когда граф распускает мятежное войско, королева приказывает арестовать бывшего фаворита. Через несколько дней его обезглавливают во дворе Тауэра.

## В ролях
- Эррол Флинн — Роберт Деверё, граф Эссекс
- Бетт Дейвис — Королева Елизавета I
- Оливия де Хэвилленд — Леди Пенелопа Грей
- Дональд Крисп — Фрэнсис Бэкон
- Алан Хейл — Хью О’Нил, граф Тирон, предводитель ирландских повстанцев
- Винсент Прайс — сэр Уолтер Рэли
- Генри Стивенсон — Уильям Сесил, 1-й барон Бёрли, лорд-казначей
- Генри Дэниелл — сэр Роберт Сесил
- Джеймс Стивенсон — Томас Эгертон
- Лео Г. Кэрролл — сэр Эдвард Коук
- Роберт Уорик — лорд Маунтджой

## Художественные особенности
Картине давали такие эпитеты, как «странный фильм» или «историческая сказка». Полностью вымышленный с научной точки зрения, он до детали верен в бытовых мелочах (костюмы, интерьеры и так далее). Подробности драмы не совпадают с данными современной исторической науки, но его дух соответствует реальным событиям, изображая старение королевы, которая жертвует всем во имя власти.

## Критика
Фильм неоднократно обсуждался в средствах массовой информации, как в конце 1930-х годов, так и в настоящее время. Достаточно часто критиковалось актёрское мастерство Эррола Флинна, особенно за то, что многие сцены с его участием на поле боя или при дворе были излишне театральны и продолжительны, но не содержали никакого действия. Игра актёров второго плана (Оливии де Хэвилленд и Дональда Криспа) напротив отмечалась позитивно.

Подлинная сила фильма — Елизавета в исполнении Дейвис. Дейвис пожертвовала красотой ради достоверности, поэтому её Елизавета — пожилая лысеющая женщина с неуклюжими, непривлекательными движениями. Тем не менее, она сохраняет властвующие манеры и искрящую энергию, которая сделала её исторический прообраз таким притягательным. Она заставляет нас поверить, что даже опытная, выдающаяся правительница может быть восприимчива к молодому негодяю, когда тот манипулирует её тщеславием и желанием быть любимой как женщина, а не как королева.— обозрение DVD Verdict

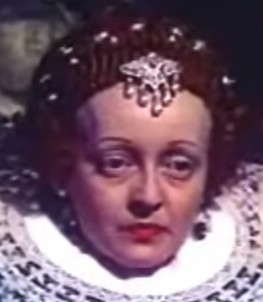
Бетт Дейвис
в образе Елизаветы I

К анализу картины обращались и в русскоязычных источниках, зачастую с точки зрения доминирующей общественно-политической идеологии. Например, в книге «Кино, театр, музыка, живопись в США» (1964 год) отмечалось: 

«Частная жизнь Елизаветы и Эссекса» — точно отражает характер их (исторических фильмов Голливуда) содержания. Подмена фактов вымыслом, а социальной истории — интимной жизнью, изображение исторического лица в «ночном колпаке и домашних туфлях» стали принципами американского историко-биографического жанра.

## Дополнительная информация
- Чтобы больше походить на королеву, которая в тех исторических условиях была старше тридцатилетней актрисы в два раза, Бетт Дейвис пришлось подбрить на пять сантиметров волосы на лбу и полностью выщипать брови[1].
- Эррол Флинн и Бетт Дейвис недолюбливали друг друга (актриса предпочитала видеть в качестве партнёра Лоренса Оливье)[1]. В сцене, где Елизавета даёт своему фавориту пощёчину, актриса не сдержалась и ударила Флинна по-настоящему, поэтому гнев, отразившийся на его лице, — не игра, а естественная реакция на боль.
- У фильма было три рабочих названия — «Королева Елизавета», «Рыцарь и госпожа», «Елизавета и Эссекс». Сначала он вышел в прокат под первым названием, но Эррол Флинн настоял на его перемене, так как оно не отражало его присутствия в фильме. Второе название не понравилось Бетт Дейвис, а третье — хотя и устраивало обоих актёров — отпало лишь потому, что уже существовала одноимённая книга, не имеющая отношения к фильму.
- После того, как фильм был запущен в производство, Эррол Флинн попал в автомобильную аварию, так что продюсерам пришлось значительно перестроить график, чтобы актёр успел поправиться без ущерба для фильма.
- Эта картина стала первым цветным фильмом в карьере Бетт Дейвис.
- Позже Бетт Дейвис вновь сыграла королеву Елизавету I: в 1955 вышел фильм «Королева-девственница» (The Virgin Queen), посвящённый взаимоотношениям Елизаветы с другим её известным фаворитом сэром Уолтером Рейли.

## Номинации
В 1940 году фильм был номинирован на премию «Оскар» в пяти категориях — лучшая работа художника-постановщика, лучшая операторская работа, лучшие спецэффекты, лучшая музыка и лучший звуковой монтаж (Натан Левинсон).